# 新北区 (常州市)
新北区是中华人民共和国江苏省常州市所辖的一个市辖区。2020年7月，变更新北区人民政府驻地。将新北区人民政府驻地由河海街道迁移至新桥街道崇信路8号。区域总面积为508.91平方公里。

## 行政区划
新北区下辖5个街道办事处、5个镇：
三井街道、龙虎塘街道、春江街道、魏村街道、新桥街道、孟河镇、薛家镇、罗溪镇、西夏墅镇和奔牛镇。
2020年7月行政区划变更后，新北区辖5个街道、5个镇，区人民政府驻新桥街道。春江街道行政区域面积45.6平方公里，人口8.18万人，管理11个居委会；魏村街道行政区域面积106.5平方公里，人口10.2万人，管理5个居委会、12个村委会；新桥街道行政区域面积27.15平方公里，人口6.95万人，管理5个居委会、7个村委会；三井街道行政区域面积24.88平方公里，人口25.2万人，管理22个居委会；薛家镇人民政府驻奥园居委会境内，办公地址为黄河西路268号；罗溪镇人民政府驻空港居委会境内，办公地址为通达路99号。

## 人口
2020年未，第七次全国人口普查新北区常住人口89.5万人，户籍人口63.0万人。

## 交通

### 快速公交
| 编号 | 编号 | 线路           | 线路         | 线路                             | BRT通道内停站               | BRT通道内停站 | BRT通道内停站               | 运营商   | 备注            |
| ---- | ---- | -------------- | ------------ | -------------------------------- | --------------------------- | ------------- | --------------------------- | -------- | --------------- |
|      | B1   | 常州北站       | →            | 武进公交中心站                   | 常州北站                    | 31站 ⇄        | 武进汽车客运站              | 公交五汽 |                 |
| ←    | B1   | 常州北站       | 辽河路长江路 | 武进公交中心站                   | 武进公交中心站              | 31站 ⇄        |                             | 公交五汽 |                 |
|      | B10  | 常州北站       | →            | 常州客运中心                     | 通江路河海路                | 2站 ⇄         | 通江路太湖路                | 公交三汽 |                 |
| ←    | B10  | 常州北站       |              | 常州客运中心                     | 通江路河海路                | 2站 ⇄         | 通江路太湖路                | 公交三汽 |                 |
|      | B11  | 沿江高铁武进站 | →            | 火车站东公交枢纽                 | 武进公交中心站+兰陵路人民路 | 2+5站 →       | 武进汽车客运站+兰陵路劳动路 | 公交五汽 |                 |
| ←    | B11  | 沿江高铁武进站 | 兰陵路人民路 | 火车站东公交枢纽                 | 6站 ←                       | 劳动路广化街  |                             | 公交五汽 |                 |
|      | B12  | 香树湾         | →            | 白家桥                           | 中国人寿（万福桥）          | 3站 ⇄         | 怀德路延陵路                | 公交三汽 | 原 26（第一代） |
| ←    | B12  | 香树湾         |              | 白家桥                           | 中国人寿（万福桥）          | 3站 ⇄         | 怀德路延陵路                | 公交三汽 | 原 26（第一代） |
|      | B13  | 锦海星城       | →            | 火车站公交中心站（西广场回车场） | 通江路河海路                | 5站 →         | 中国人寿（万福桥）          | 公交三汽 |                 |
| ←    | B13  | 锦海星城       | 6站 ←        | 火车站公交中心站（西广场回车场） | 通江路河海路                | 西新桥        |                             | 公交三汽 |                 |
|      | B15  | 嘉泽公交中心站 | →            | 花园街聚湖路                     | 兰陵路延政路                | 4站 →         | 兰陵路人民路                | 公交一汽 |                 |
| ←    | B15  | 嘉泽公交中心站 | 兰陵路长虹路 | 花园街聚湖路                     | 3站 ←                       |               | 兰陵路人民路                | 公交一汽 |                 |
|      | Y2   | 新北公交中心站 | →            | 红梅公交中心站                   | 新北公交中心站+通江路黄河路 | 1+2站 →       | 新北公交中心站+通江路汉江路 | 公交三汽 |                 |
| ←    | Y2   | 新北公交中心站 | 通江路黄河路 | 红梅公交中心站                   | 2站 ←                       | 通江路汉江路  |                             | 公交三汽 |                 |

### 机场
常州奔牛国际机场

### 铁路
- 沪宁铁路奔牛站
- 京沪高速铁路常州北站

### 干线公路
- 沪蓉高速
- 江宜高速
- 如常高速 （在建）
- 346国道
- 238省道
- 239省道
- 357省道
- 232省道
- 340省道

### 地铁
常州地铁1号线

### 港口
常州港

### 过江通道
常州长江大桥